# Īrīnjī
Īrīnjī (persiska: ايرنجی, Īrīnchī, Īrenjī, ايرينجی) är en ort i Iran.   Den ligger i provinsen Ardabil, i den nordvästra delen av landet, 400 km nordväst om huvudstaden Teheran. Īrīnjī ligger 1 841 meter över havet och antalet invånare är 373.
Terrängen runt Īrīnjī är lite bergig.Runt Īrīnjī är det ganska tätbefolkat, med 139 invånare per kvadratkilometer. Närmaste större samhälle är Nīr, 8,5 km sydost om Īrīnjī. Trakten runt Īrīnjī består i huvudsak av gräsmarker.